# Gonostoma elongatum
Espèce
Gonostoma elongatum est une espèce de poissons de l'infra-classe des téléostéens (Teleostei).